# Oiã
Oiã es una freguesia portuguesa del concelho de Oliveira do Bairro, con 26,74 km² de superficie y 6.712 habitantes (2001). Su densidad de población es de 251,0 hab/km².